# Augustus Nicholas Burke
Augustus Joseph Nicholas Burke (født 28. juli 1838, død 1891) var en irsk kunstmaler.